# SxS

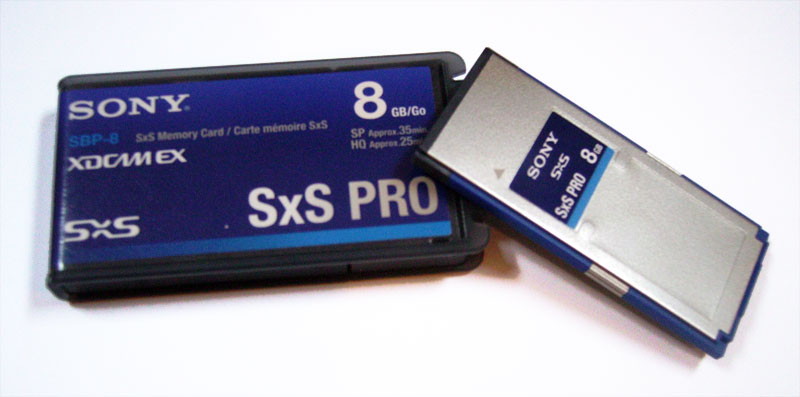
8GB容量的SxS記憶卡，用於XDCAM EX專業攝影機

SxS記憶卡（英文讀音：S-by-S）是一種由Sony及SanDisk所共同創立的ExpressCard式快閃記憶體裝置標準。根據Sony及SanDisk發表的文件中，SxS記憶卡的傳輸速度可達至800 Mbit/s，瞬時傳輸速度更可達至2.5 Gbit/s。

## 應用
Sony將SxS記憶卡納入為XDCAM EX專業攝影機產品的儲存媒體。另外，著名電影產品廠商ARRI出產的Alexa電影攝影機，也採用SxS儲存ProRes及DNxHD編碼的攝製片段。

## 兼容性
正如其規格設計，SxS記憶卡可以直接插入常見於手提電腦的ExpressCard卡槽中直接讀取。但是，現時只可由Windows及Mac OS X環境下，以及安裝了Sony提供的驅動程式才能讀取。目前因未開發有關驅動程式，而尚未兼容Unix/Linux及其他作業系統。
另外也可用Sony生產的SBAC-US10 USB讀卡機，但會受USB 2.0的介面速度限制。2013年，SONY發表了SBAC-US20USB讀卡機，正式支援USB 3.0的介面規格。2014年11月，SONY即將發表SBAC-US30USB讀卡機，可使用SONY新規格的SxS PRO+記憶卡，支援PCIe Gen2，資料傳輸速率是SBAC-US20USB讀卡機的二倍（Bit Rate 5.0 GT/s）。

## 外部連結
- Sony SxS記憶卡晶片容量、技術資料及附加資訊
- （页面存档备份，存于）